# Magda Lupescu

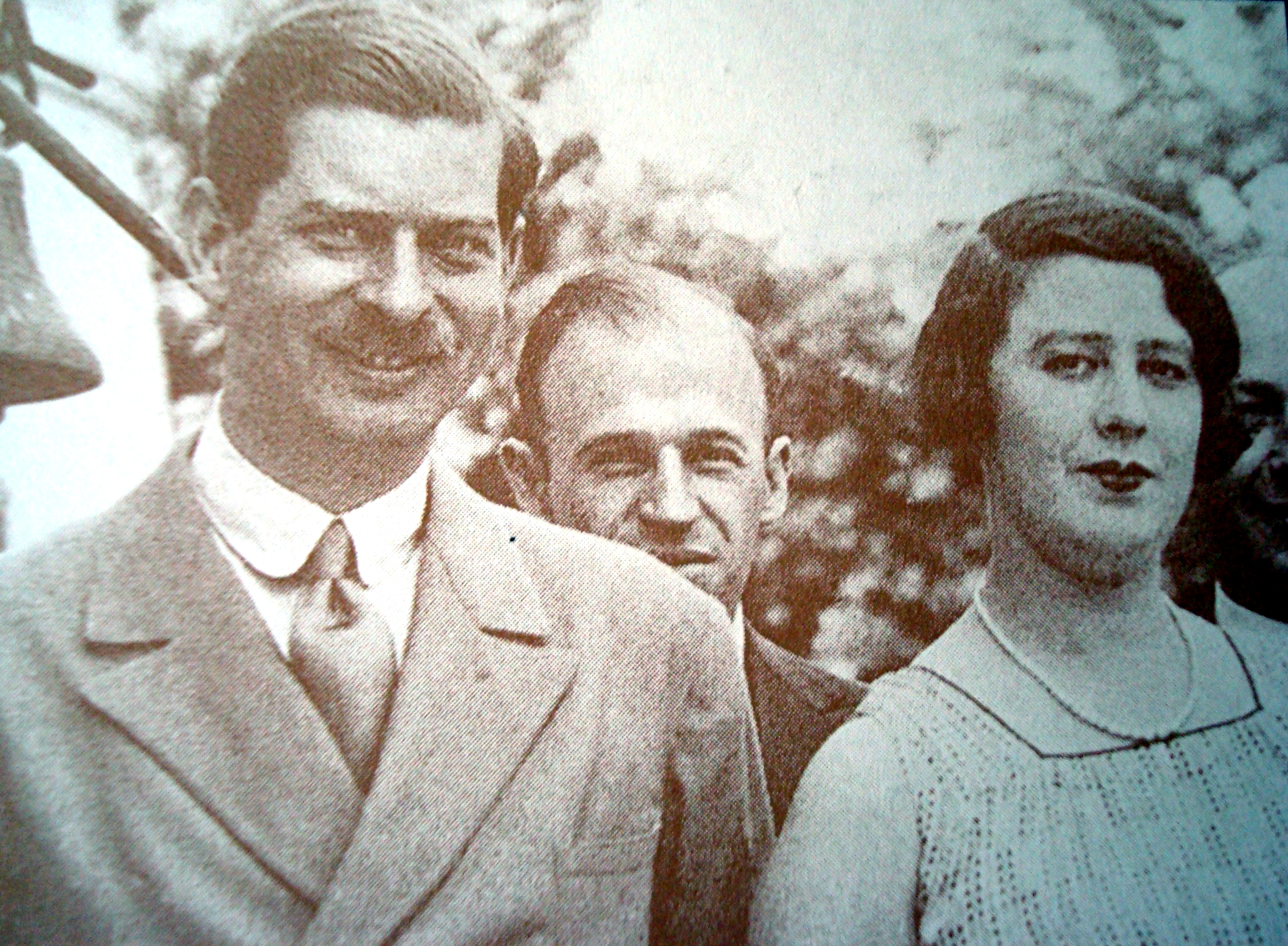
Carol II. und Magda Lupescu

Magda Lupescu (* 15. September 1896 in Iași als Elena Lupescu; † 29. Juni 1977 in Estoril, Portugal) war die dritte, morganatische Ehefrau des rumänischen Königs Karl II. (rumänisch Carol II.)

## Kindheit und Herkunft
Sie wurde als Tochter von Nicolae Lupescu, einem Apotheker, und dessen Ehefrau Elise Falk, einer österreichischen Jüdin, die noch vor ihrer Vermählung zum Katholizismus konvertierte, geboren. Wahrscheinlich war auch ihr Vater ursprünglich Jude, der zum rumänisch-orthodoxen Glauben übertrat und den Namen Lupescu annahm (der ursprüngliche Familienname war „Wolff“; rumän. lupu = Wolf). Sie hatte einen jüngeren Bruder Constantin Schloim Lupescu.
Elena wurde von Kind an als Katholikin erzogen. Sie wurde bei den „Diaconesele“, einer Bukarester Grundschule, die von bayerischen Nonnen geführt wurde, erzogen, zur damaligen Zeit eine der besten Mädchenschulen des Landes.
Ihre Familie übersiedelte zuerst nach Sulina, eine Stadt an der Donau, wo ihr Vater eine Apotheke eröffnete, 1912 übersiedelten sie zurück nach Jassy (Iași). Am 17. Februar 1919 heiratete Elena Ion Tâmpeanu, einen rumänischen Offizier. Elena hatte angeblich einige Affären und die Ehe endete sehr bald mit der Scheidung (ca. 1924). Elena nahm nach der Scheidung wieder ihren Geburtsnamen Lupescu an.
In einigen Quellen wird behauptet, dass Elena königlicher Abstammung war, womöglich sogar eine uneheliche Tochter von König Carol I., somit eine Cousine von Carol II., war. Es gibt dafür drei Argumente: 1) ihr Vater besaß eine Apotheke, und das war für Juden laut rumänischem Gesetz zu jener Zeit verboten, 2) sie besuchte eine der besten Schulen und 3) heiratete einen Offizier und es war Offizieren nicht erlaubt, Personen jüdischer Abstammung zu heiraten. Dazu gibt es jedoch Gegenargumente: Die Hälfte der Bevölkerung von Jassy war jüdisch und durch Korruption konnten Gesetze umgangen werden. Als deutschsprachige Katholikin war die Wahl der Schule nicht so ungewöhnlich. Außerdem waren sie und ihre Eltern zum Zeitpunkt ihrer Vermählung nicht mehr jüdischen Glaubens.

## Königliche Mätresse
Im März 1923 soll es zum ersten Treffen zwischen der rothaarigen Elena Lupescu und dem damaligen Kronprinzen Carol gekommen sein. Zu diesem Zeitpunkt war Carol bereits standesgemäß mit Elena von Griechenland verheiratet. Für seine zahlreichen Affären bekannt, machte Carol aus der Beziehung zu Elena Lupescu kein Geheimnis. Schon einmal, während des Krieges, ging er eine morganatische Ehe ein, die später annulliert wurde. 1925 trat er mit Elena Lupescu in Mailand zusammen in der Öffentlichkeit auf, und die Bilder gingen durch alle Zeitungen. 1926 wurde er deswegen von der Thronfolge ausgeschlossen. Ein Jahr darauf starb Carols Vater König Ferdinand und Carols Sohn Michael folgte ihm auf den Thron. Im Jahre 1928 wurde die Ehe mit Elena von Griechenland geschieden. Carol ging mit Elena Lupescu ins Exil, kehrte jedoch 1930 zurück und wurde mit dem Versprechen, sich von Elena zu trennen, zum König ernannt. Carol trennte sich zwar nicht von Elena, sie nahm jedoch an keinem öffentlichen Auftritt an seiner Seite teil und lebte in einer Villa außerhalb von Bukarest.

## Zweites Exil
1940 musste Carol erneut ins Exil gehen und den Thron für seinen Sohn freigeben, Elena folgte ihm, zuerst nach Spanien, dann nach Portugal, Mexiko und Brasilien. Am 3. Juli 1947 heiratete das Paar schließlich in einem Hotelzimmer in Rio de Janeiro. Sie nannte sich fortan Prinzessin von Hohenzollern. Das Paar siedelte sich zuletzt in Estoril in Portugal an. 1953 starb ihr Gemahl, sie überlebte ihn um 24 Jahre und wurde neben ihm im Kloster São Vicente de Fora beigesetzt. Im Jahre 2003 wurden die sterblichen Überreste nach Rumänien überführt und sie wurde im Hof des Klosters von Curtea de Argeș beerdigt, 450 Meter entfernt von Carol II.